# Поводимовское сельское поселение
Поводимовское се́льское поселе́ние — муниципальное образование в Дубёнском районе Мордовии Российской Федерации.
Административный центр — село Поводимово.

## История
Статус и границы сельского поселения установлены Законом Республики Мордовия от 28 декабря 2004 года № 118-З «Об установлении границ муниципальных образований Дубёнского муниципального района, Дубёнского муниципального района и наделении их статусом сельского поселения и муниципального района».
Законом от 19 мая 2020 года, в июне 2020 года в Поводимовское сельское поселение и одноимённый сельсовет включено село Чиндяново из упразднённого Чиндяновского сельского поселения и одноимённого ему сельсовета.

## Население
| 2002  | 2010  | 2012  | 2013  | 2014  | 2015  | 2016  |
| ----- | ----- | ----- | ----- | ----- | ----- | ----- |
| 2848  | ↘2502 | ↘2385 | ↘2342 | ↘2302 | ↘2270 | ↘2216 |
| 2017  | 2018  | 2019  | 2020  | 2021  |       |       |
| ↘2144 | ↘2090 | ↘2020 | ↘1974 | ↗2313 |       |       |

## Состав сельского поселения
| № | Населённый пункт | Тип населённого пункта | Население |
| - | ---------------- | ---------------------- | --------- |
| 1 | Антоновка        | деревня                | ↘106      |
| 2 | Залесье          | посёлок                | ↘69       |
| 3 | Поводимово       | село                   | ↘2327     |
| 4 | Чиндяново        | село                   | ↘368      |